# 道字乡
道字乡，是中华人民共和国吉林省松原市乾安县下辖的一个乡镇级行政单位。

## 行政区划
道字乡下辖以下地区：
食字村、道字村、人字村、文字村、乃字村、拱字村、垂字村、草字村、才字村、圣字村、良字村、效字村、白字村、朝字村、在字村、男字村、克字村和念字村。